# México en la Copa Mundial de Fútbol de 1958
La selección de fútbol de México fue una de las 16 participantes en la Copa Mundial de Fútbol Suecia 1958.

## Clasificación

### Primera ronda
| Equipo         | Pts | PJ | PG | PE | PP | GF | GC | Dif |
| -------------- | --- | -- | -- | -- | -- | -- | -- | --- |
| México         | 8   | 4  | 4  | 0  | 0  | 18 | 2  | 16  |
| Canadá         | 4   | 4  | 2  | 0  | 2  | 8  | 8  | 0   |
| Estados Unidos | 0   | 4  | 0  | 0  | 4  | 5  | 21 | -16 |

| 7 de abril de 1957 | México                                                      | 6:0 (3:0) | Estados Unidos | Estadio Olímpico Universitario, Ciudad de México               |                                                                |
|                    | H. Hernández 15', 65' · Gutiérrez 26' · Reyes 35', 70', 78' | Reporte   |                | Asistencia: 60,000 espectadores Árbitro(s): Walter van Rosberg | Asistencia: 60,000 espectadores Árbitro(s): Walter van Rosberg |

| 28 de abril de 1957 | Estados Unidos    | 2:7 (2:3) | México                                                                         | Veterans Memorial Stadium, Long Beach                      |                                                            |
|                     | E. Murphy 5', 45' |           | A. Hernández 22', 36', 82' · Gutiérrez 38' · H. Hernández 65', 87' · Sesma 79' | Asistencia: 12,500 espectadores Árbitro(s): Raymond Morgan | Asistencia: 12,500 espectadores Árbitro(s): Raymond Morgan |

| 30 de junio de 1957 | México                           | 3:0 (1:0) | Canadá | Estadio Olímpico Universitario, Ciudad de México               |                                                                |
|                     | González 5', 72' · Gutiérrez 46' | Reporte   |        | Asistencia: 60,000 espectadores Árbitro(s): Walter van Rosberg | Asistencia: 60,000 espectadores Árbitro(s): Walter van Rosberg |

| 3 de julio de 1957 | Canadá | 0:2 (0:2) | México                   | Estadio Olímpico Universitario, Ciudad de México               |                                                                |
|                    |        | Reporte   | Gutiérrez 8' · Sesma 28' | Asistencia: 40,000 espectadores Árbitro(s): Walter van Rosberg | Asistencia: 40,000 espectadores Árbitro(s): Walter van Rosberg |

### Ronda final
| 20 de octubre de 1957 | México                   | 2:0 (0:0) | Costa Rica | Estadio Olímpico Universitario, Ciudad de México         |                                                          |
|                       | Belmonte 77' · López 86' | Reporte   |            | Asistencia: 80 000 espectadores Árbitro(s): John Husband | Asistencia: 80 000 espectadores Árbitro(s): John Husband |

| 27 de octubre de 1957 | Costa Rica | 1:1 (1:1) (Global 1:3) | México    | Estadio Nacional, San José                                  |                                                             |
|                       | Soto 32'   | Reporte                | López 27' | Asistencia: 35 738 espectadores Árbitro(s): Gabriel Sánchez | Asistencia: 35 738 espectadores Árbitro(s): Gabriel Sánchez |

## Jugadores
- Datos corresponden a la situación previa al inicio del torneo

Lista de 22 jugadores convocados para el torneo:
| #  | Nombre                | Posición      | Edad | Club                       |
| -- | --------------------- | ------------- | ---- | -------------------------- |
| 1  | Antonio Carbajal      | Portero       | 29   | León Fútbol Club           |
| 2  | Jesús del Muro        | Defensa       | 20   | Atlas de Guadalajara       |
| 3  | Jorge Romo            | Defensa       | 35   | Deportivo Toluca           |
| 4  | José Villegas         | Defensa       | 23   | Club Deportivo Guadalajara |
| 5  | Alfonso Portugal      | Mediocampista | 24   | Club Necaxa                |
| 6  | Francisco Flores      | Mediocampista | 32   | Club Deportivo Guadalajara |
| 7  | Fello Hernández       | Delantero     | 22   | León Fútbol Club           |
| 8  | Salvador Reyes        | Delantero     | 21   | Club Deportivo Guadalajara |
| 9  | Carlos Calderón       | Delantero     | 23   | Club de Fútbol Atlante     |
| 10 | Crescencio Gutiérrez  | Delantero     | 24   | Club Deportivo Guadalajara |
| 11 | Enrique Sesma         | Delantero     | 31   | Deportivo Toluca           |
| 12 | Manuel Camacho        | Portero       | 29   | Deportivo Toluca           |
| 13 | Jaime Gómez           | Portero       | 28   | Club Deportivo Guadalajara |
| 14 | Miguel Gutiérrez      | Defensa       | 27   | León Fútbol Club           |
| 15 | Guillermo Sepúlveda   | Defensa       | 24   | Club Deportivo Guadalajara |
| 16 | José Antonio Roca     | Defensa       | 30   | Club Deportivo Zacatepec   |
| 17 | Raúl Cárdenas         | Delantero     | 29   | Club Deportivo Zacatepec   |
| 18 | Jaime Salazar         | Mediocampista | 27   | Club Necaxa                |
| 19 | Jaime Belmonte        | Delantero     | 23   | Club Deportivo Cuautla     |
| 20 | Carlos Blanco         | Defensa       | 31   | Deportivo Toluca           |
| 21 | Ligorio López         | Delantero     | 24   | Club Deportivo Irapuato    |
| 22 | Carlos González       | Mediocampista | 23   | Atlas de Guadalajara       |
| DT | Antonio López Herranz |               |      |                            |

## Participación

#### Grupo 3
| Equipo  | Pts | PJ | PG | PE | PP | GF | GC | Dif |
| ------- | --- | -- | -- | -- | -- | -- | -- | --- |
| Suecia  | 5   | 3  | 2  | 1  | 0  | 5  | 1  | 4   |
| Gales   | 5   | 4  | 1  | 3  | 0  | 4  | 3  | 1   |
| Hungría | 3   | 4  | 1  | 1  | 2  | 7  | 5  | 2   |
| México  | 1   | 3  | 0  | 1  | 2  | 1  | 8  | -7  |

| 8 de junio de 1958, 14:00 | Suecia                                   | 3:0 (1:0) | México | Estadio Råsunda, Solna                                                          |                                                                                 |
|                           | Simonsson 17', 64' · Liedholm 57' (pen.) | Reporte   |        | Asistencia: 45.000 espectadores Árbitro(s): Nickolaj Latychev (Unión Soviética) | Asistencia: 45.000 espectadores Árbitro(s): Nickolaj Latychev (Unión Soviética) |

| 11 de junio de 1958, 19:00 | México       | 1:1 (0:1) | Gales         | Estadio Råsunda, Solna                                               |                                                                      |
|                            | Belmonte 89' | Reporte   | Allchurch 32' | Asistencia: 25.000 espectadores Árbitro(s): Leo Lemesic (Yugoslavia) | Asistencia: 25.000 espectadores Árbitro(s): Leo Lemesic (Yugoslavia) |

| 15 de junio de 1958, 19:00 | Hungría                                    | 4:0 (1:0) | México | Estadio Järnvallen, Sandviken                                         |                                                                       |
|                            | Tichy 19', 46' · Sándor 54' · Bencsics 69' | Reporte   |        | Asistencia: 13.300 espectadores Árbitro(s): Arne Eriksson (Finlandia) | Asistencia: 13.300 espectadores Árbitro(s): Arne Eriksson (Finlandia) |

### Goleadores
| Jugador        | Anotado | A. | Min. |
| -------------- | ------- | -- | ---- |
| Jaime Belmonte | 1       | 0  | 180  |